# Ommata pilosicollis
Ommata pilosicollis là một loài bọ cánh cứng trong họ Cerambycidae.